# Мавзолей Че Гевары
Мавзолей Че Гевары  (исп. Mausoleo del Che Guevara) — мемориальный комплекс, располагающийся на Плаза-Революсьон (Plaza de la Revolución Che Guevara) на Авеню де Лос Десфилес (Avenue de los Desfiles), в километре от центра города Санта-Клара, Куба. Открыт 28 декабря 1988 года в честь 30-летия битвы за Санту-Клару. В мемориальный комплекс входят музей и мавзолей Эрнесто Че Гевары. Центром архитектурной композиции является памятник Че Геваре, и 4 стелы с изречениями и барельефами, изображающими сцены боя. Под памятником — музей, где представлены личные вещи Че и экспонаты, рассказывающие о его жизни и революционных идеях. В мавзолее покоятся останки Че Гевары и его 29 товарищей, убитых в 1967 году в Боливии, при попытке организации вооружённого восстания.

## Архитектура
Работы над возведением комплекса начались в 1982 году. Строительство планировалось с учётом выгодного расположения комплекса на холме, с видом на город Санта-Клара, к тому же именно здесь, в 270 км к востоку от Гаваны, команданте Че одержал свою самую громкую победу: битва за Санта-Клару стала последним и решающим сражением Кубинской революции. 

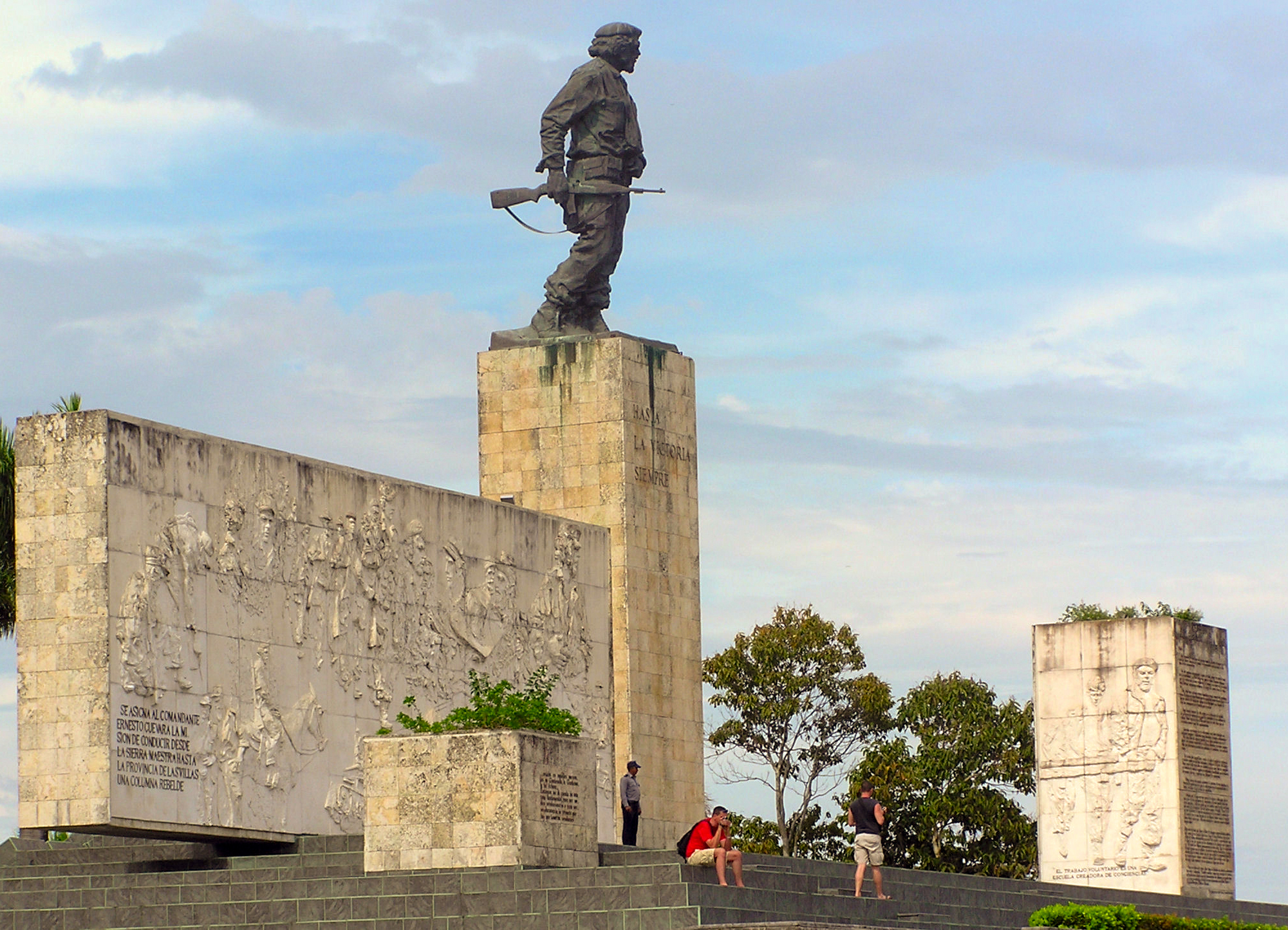
Общий вид ансамбля

Проект комплекса был разработан архитекторами Хорхе Као Кампосом, Бланка Эрнадесом и Жозе Рамоном Линаресом, вместе со скульпторами Жозе де Лазаро Бенкомо и Жозе Делларой. Комплекс строился силами пятисот тысяч кубинских волонтёров, в сотрудничестве с опытными ремесленниками.
В архитектуре комплекса отображены многие аспекты из жизни Че Гевары, содержащие символическое значение. Например, 7-метровая бронзовая статуя Че на 15-метровом гранитном пьедестале ориентирована на 190 градусов, указывая на место гибели Че Гевары. Итоговая высота памятника составляет 22 метра. Че Гевара одет в потёртую кожаную куртку и держит в опущенной руке автомат. На постаменте надпись «Hasta la victoria siempre». Памятник окружён барельефами, воспроизводящими славные страницы биографии знаменитого революционера. На левой кубической стеле высечены слова Че: «Одна вещь, которую я узнал в Гватемале при Арбенсе, состоит в том, что если я стану революционным доктором, или просто революционером, прежде всего должна быть революция». На большой стеле изображён Че с Фиделем и Камило Сьенфуэгосом в горах Сьерра-Маэстра. Другой барельеф показывает Че как министра промышленности, осуществляющего свою обычную работу. На ещё одной части рельефной композиции изображены учителя с учениками и пионеры, салютующие «Мы будем как Че». Удлинённая стела воспроизводит полный текст его прощального письма к Фиделю Кастро с разошедшимся позже на песни финалом: «Вперед, к победе! Родина или смерть!». Рядом расположена вторая кубическая стела.

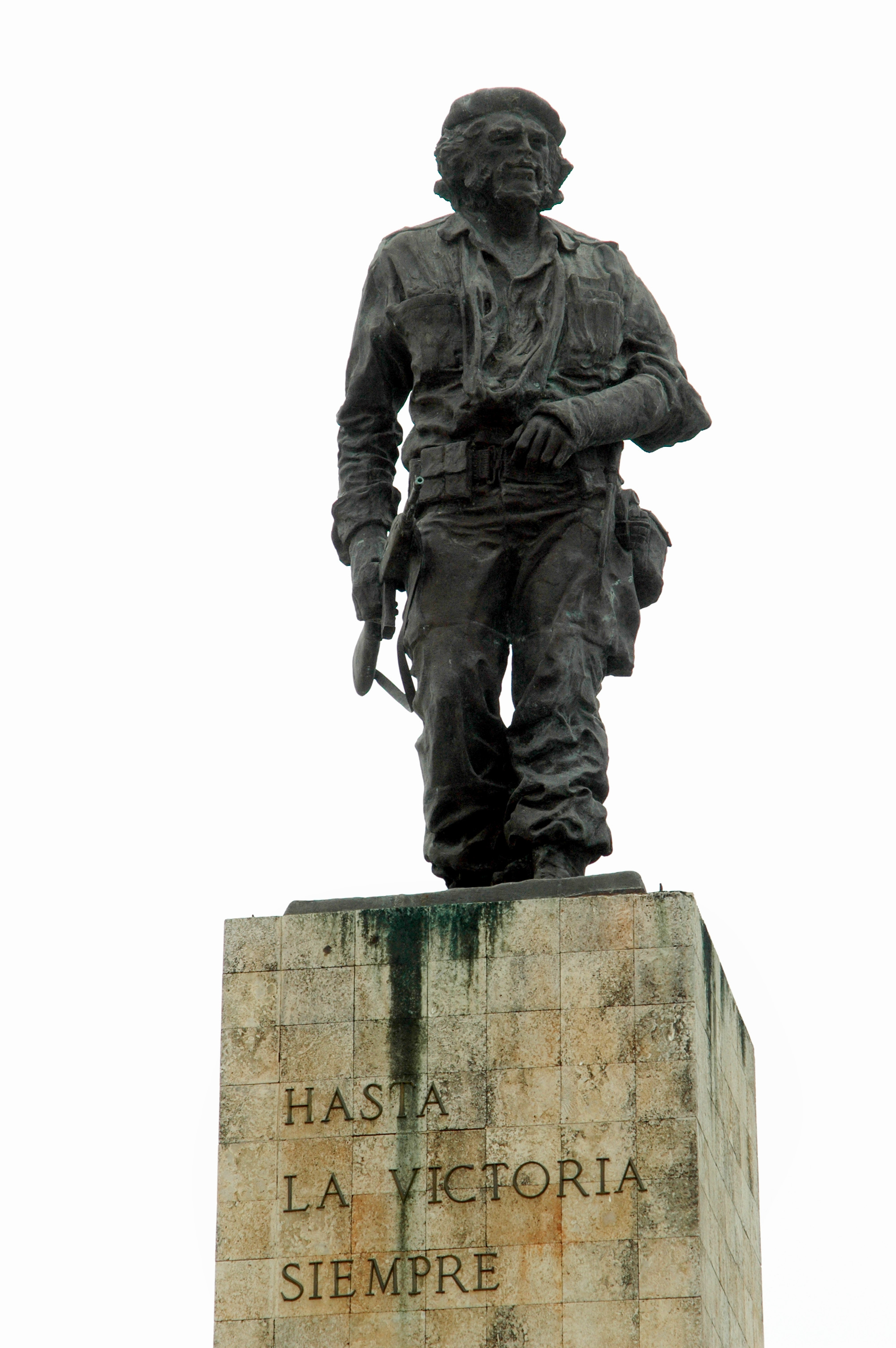
Статуя Че Гевары в анфас,
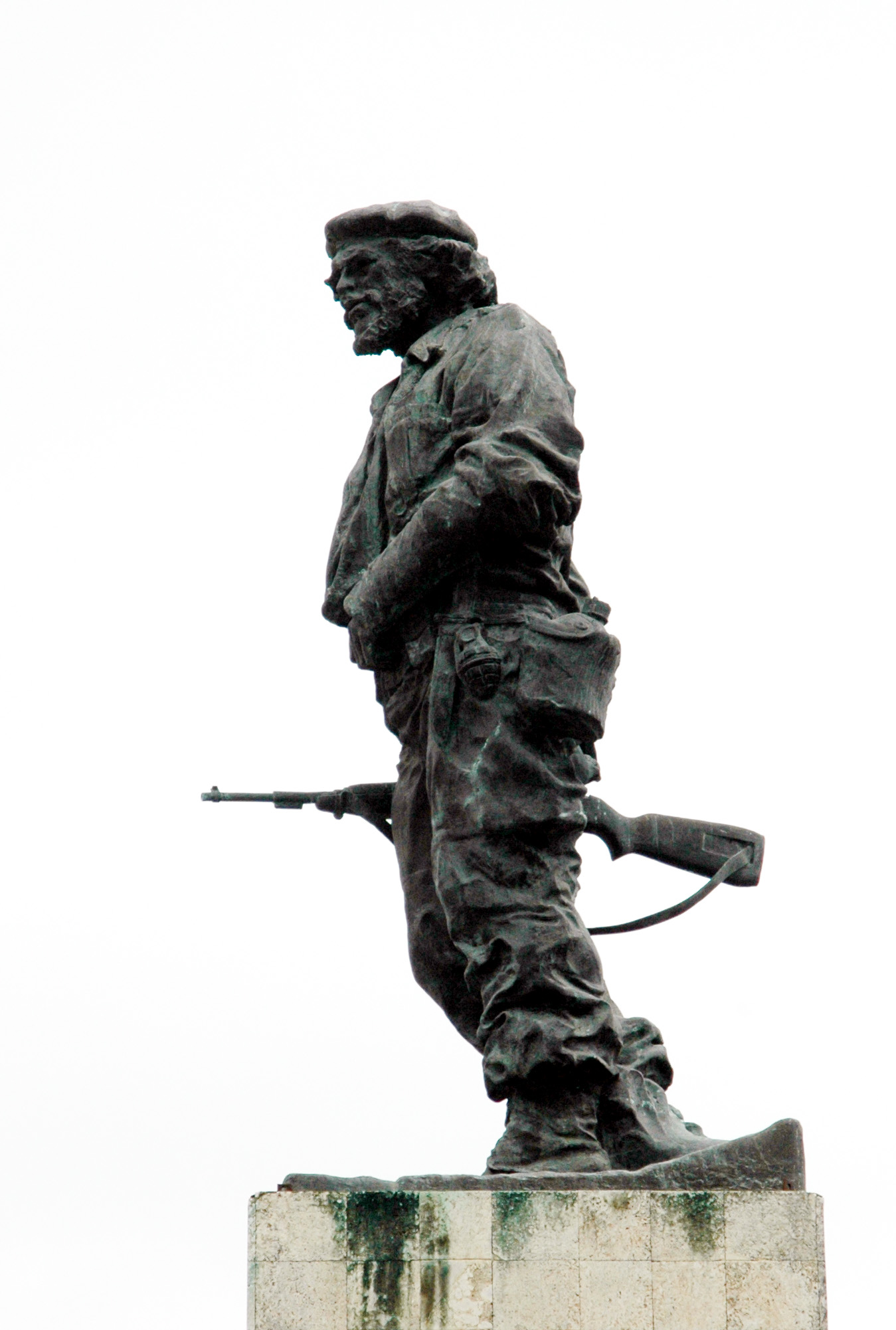
в профиль
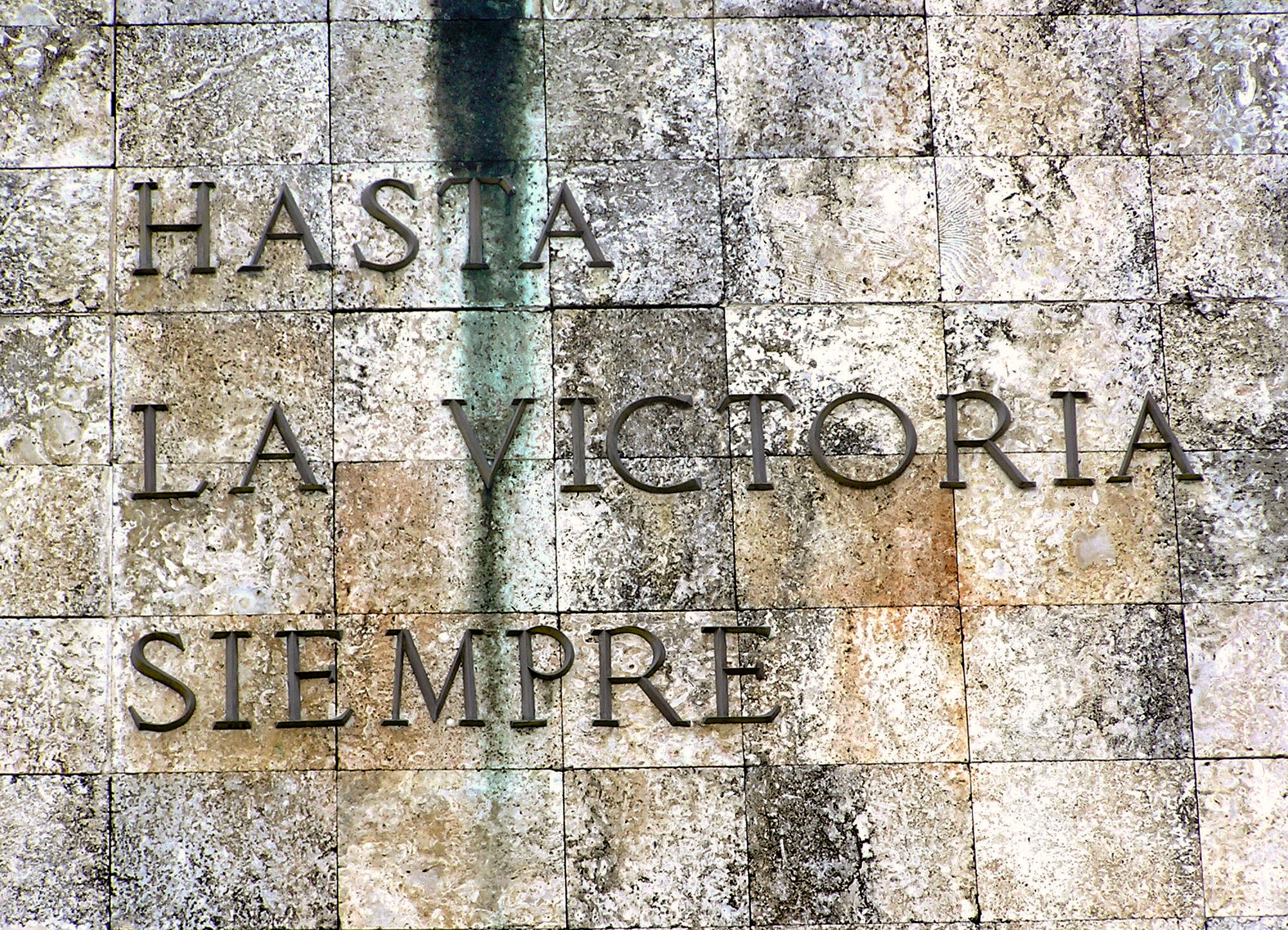
Надпись на постаменте статуи
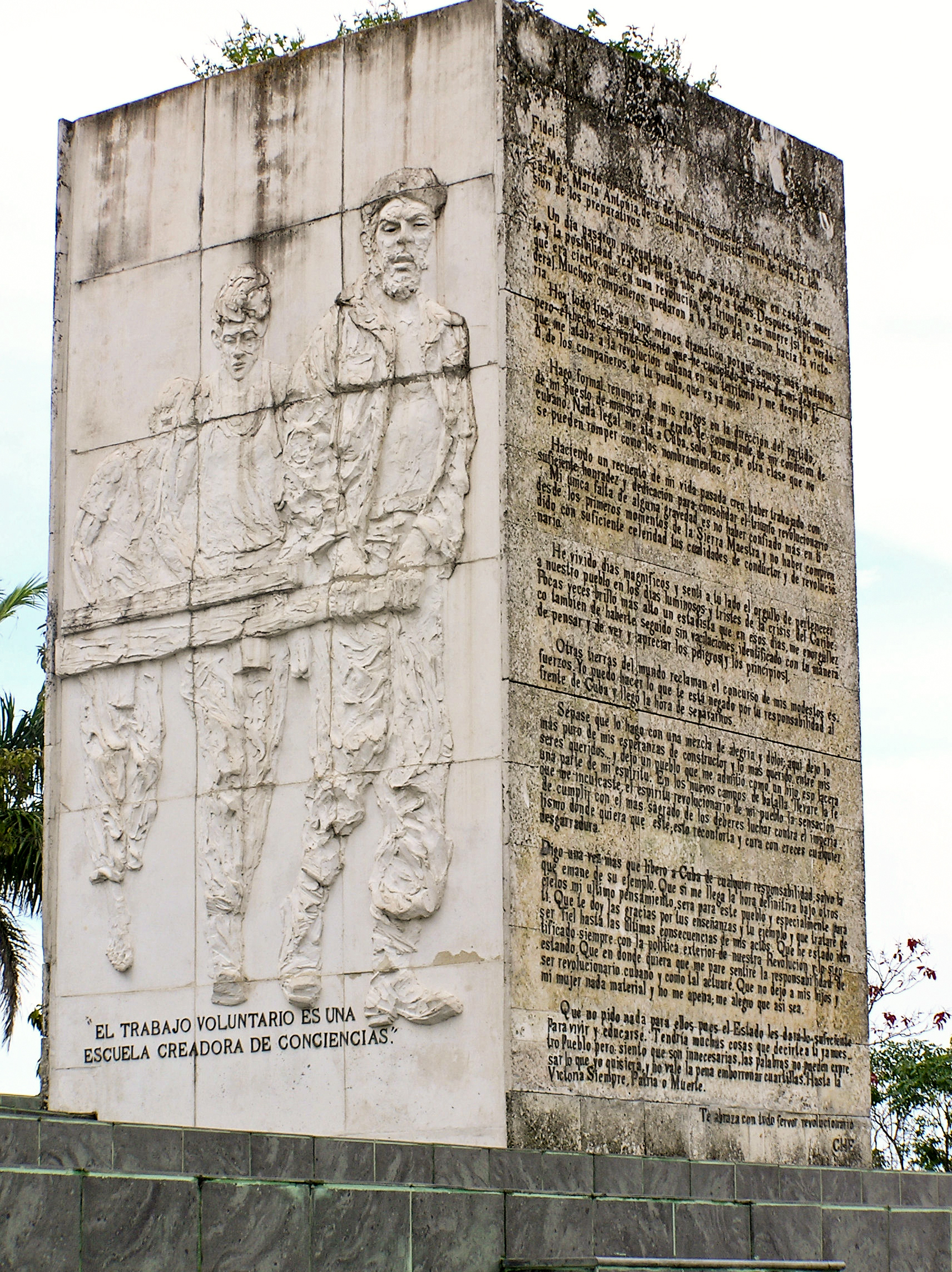
Общий вид удлинённой стелы
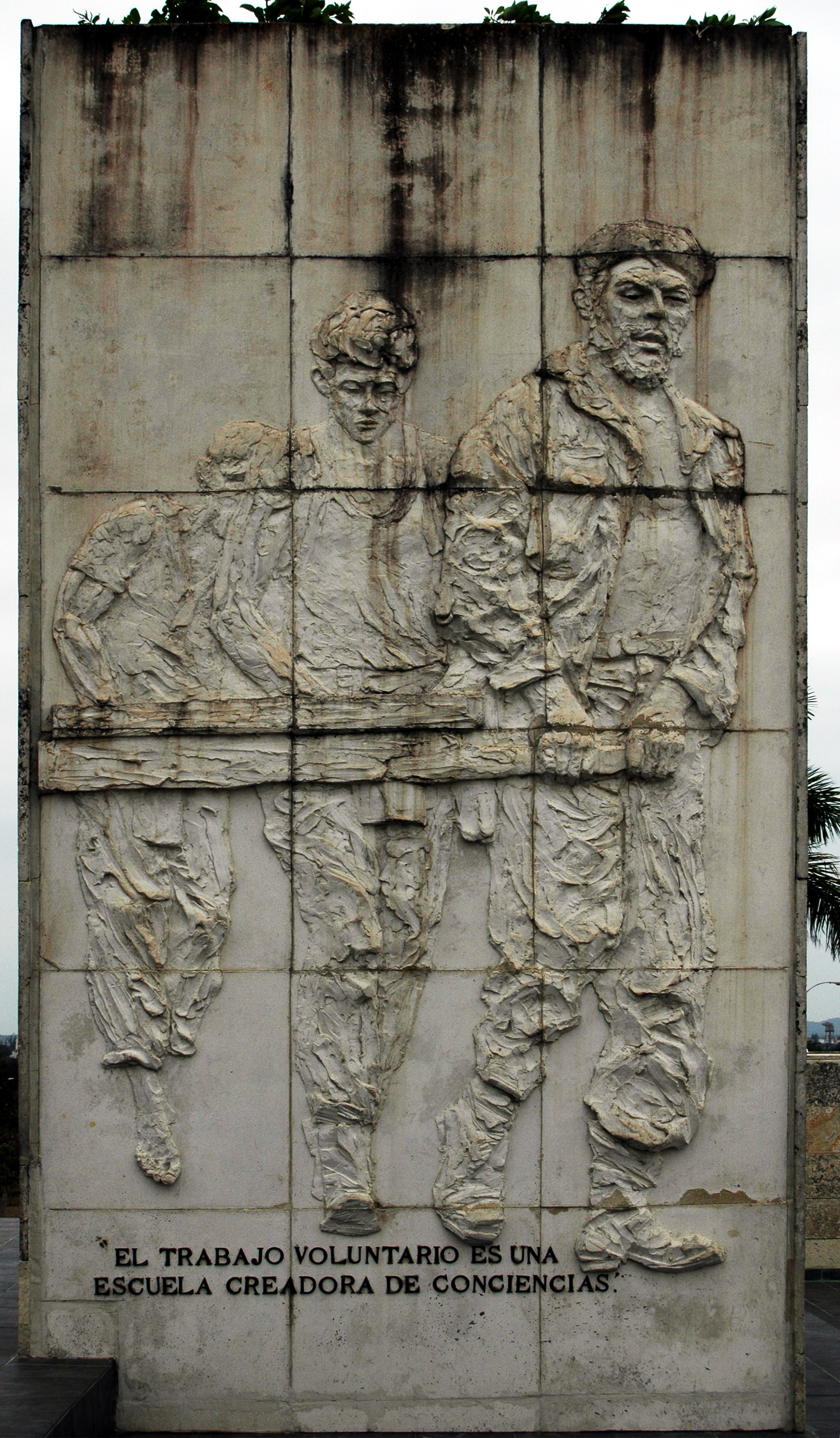
Изображение Че
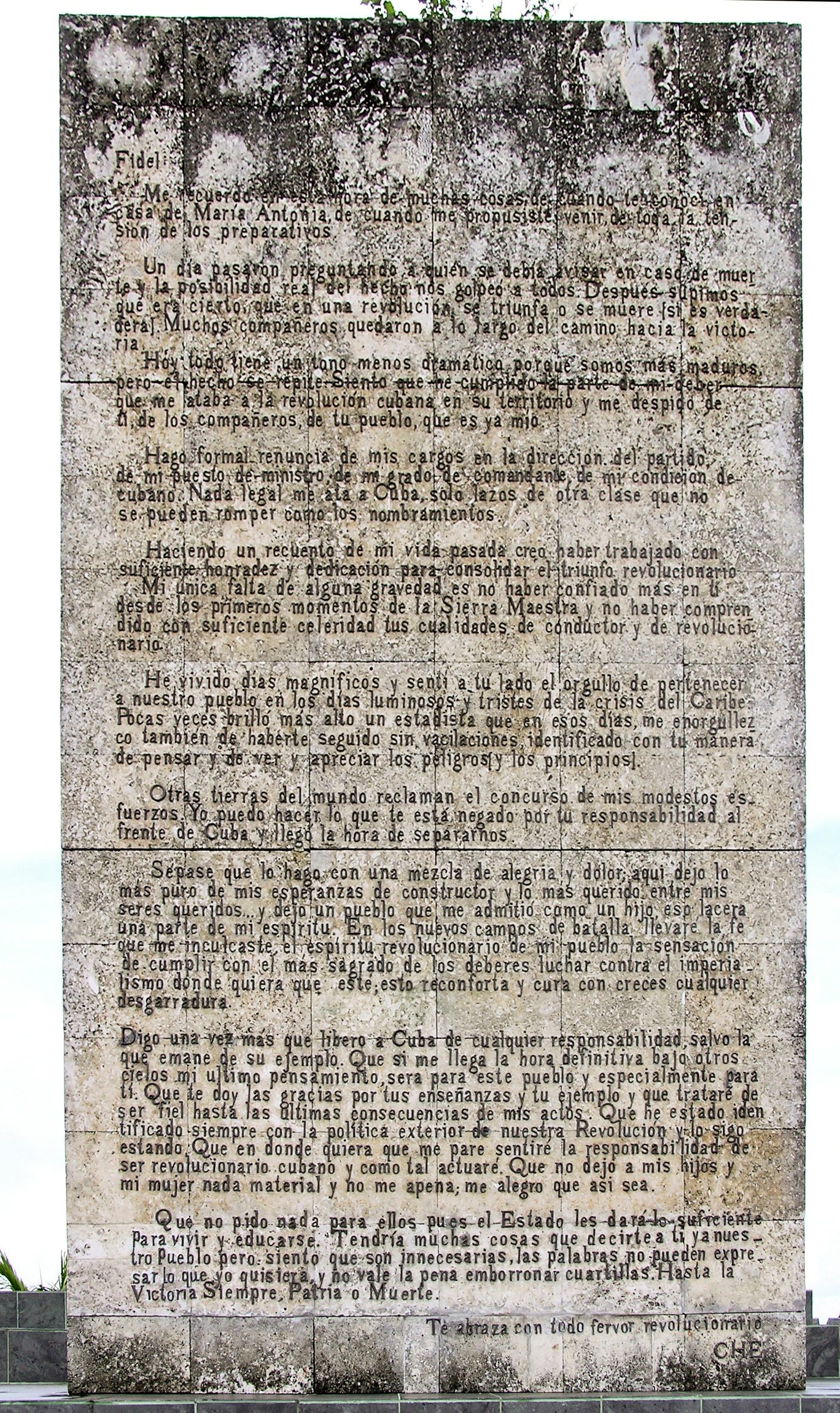
Письмо Че к Фиделю
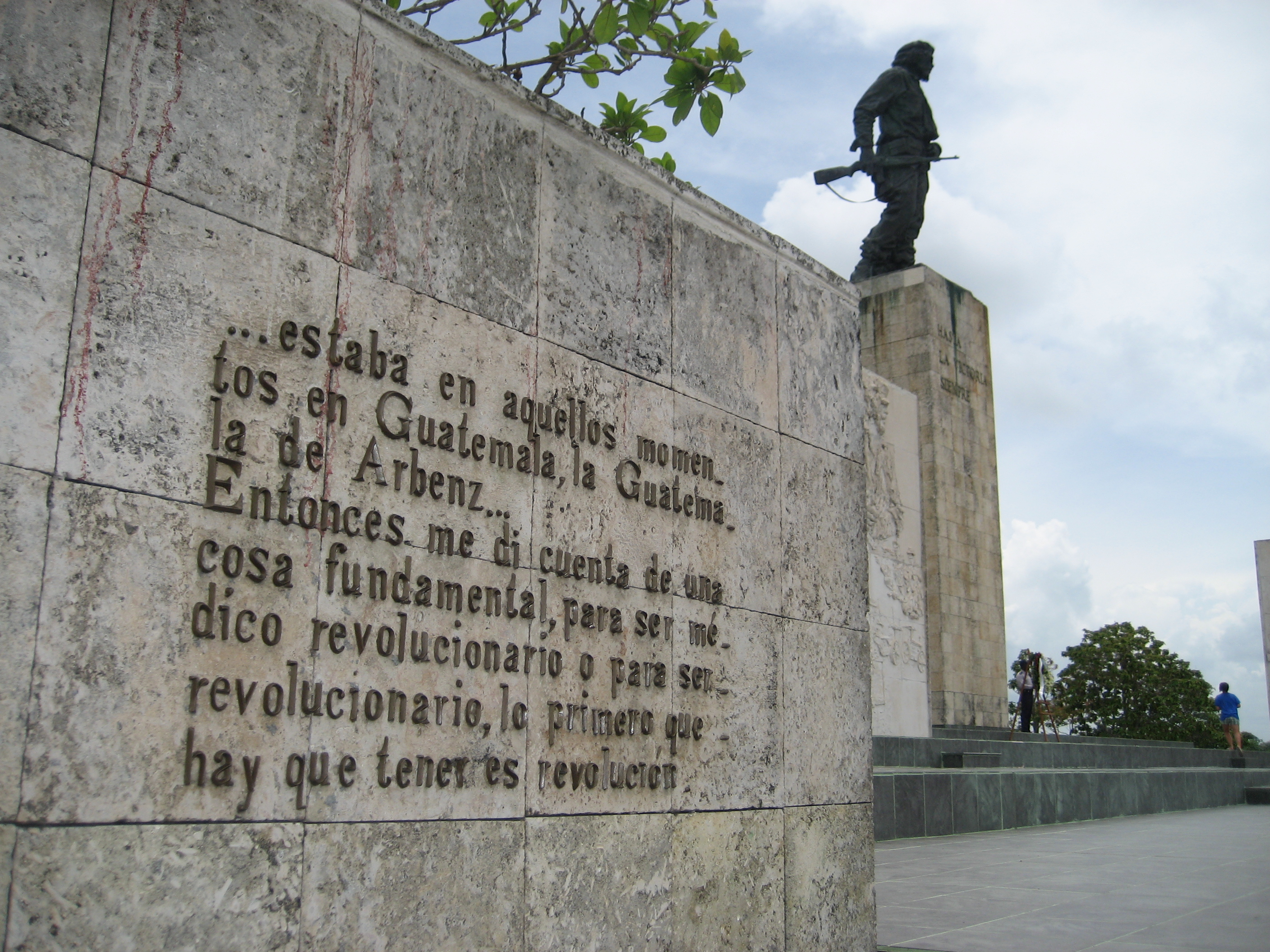
Изречение Че о Гватемале при Арбенсе на кубической стеле
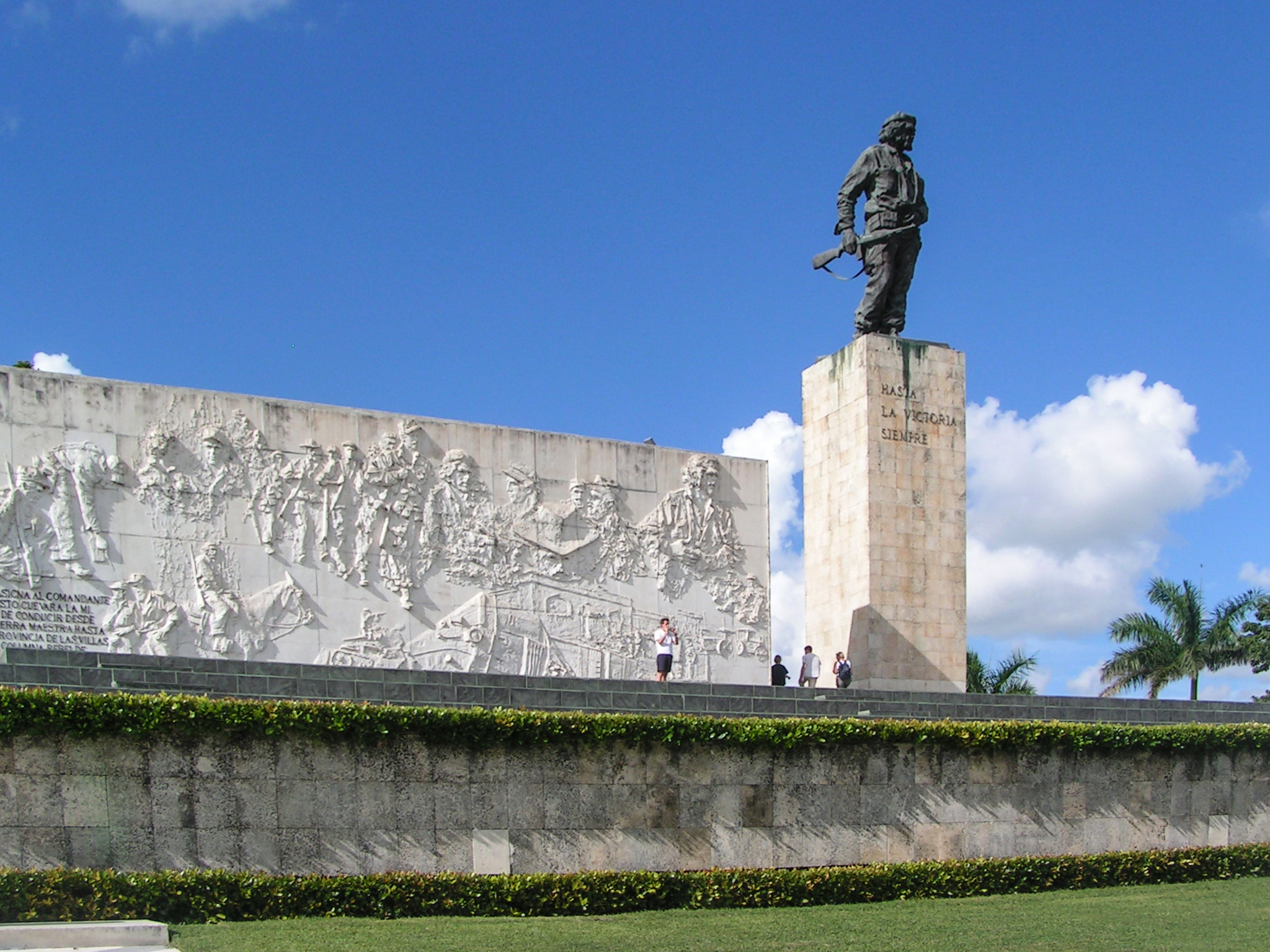
Большая стела
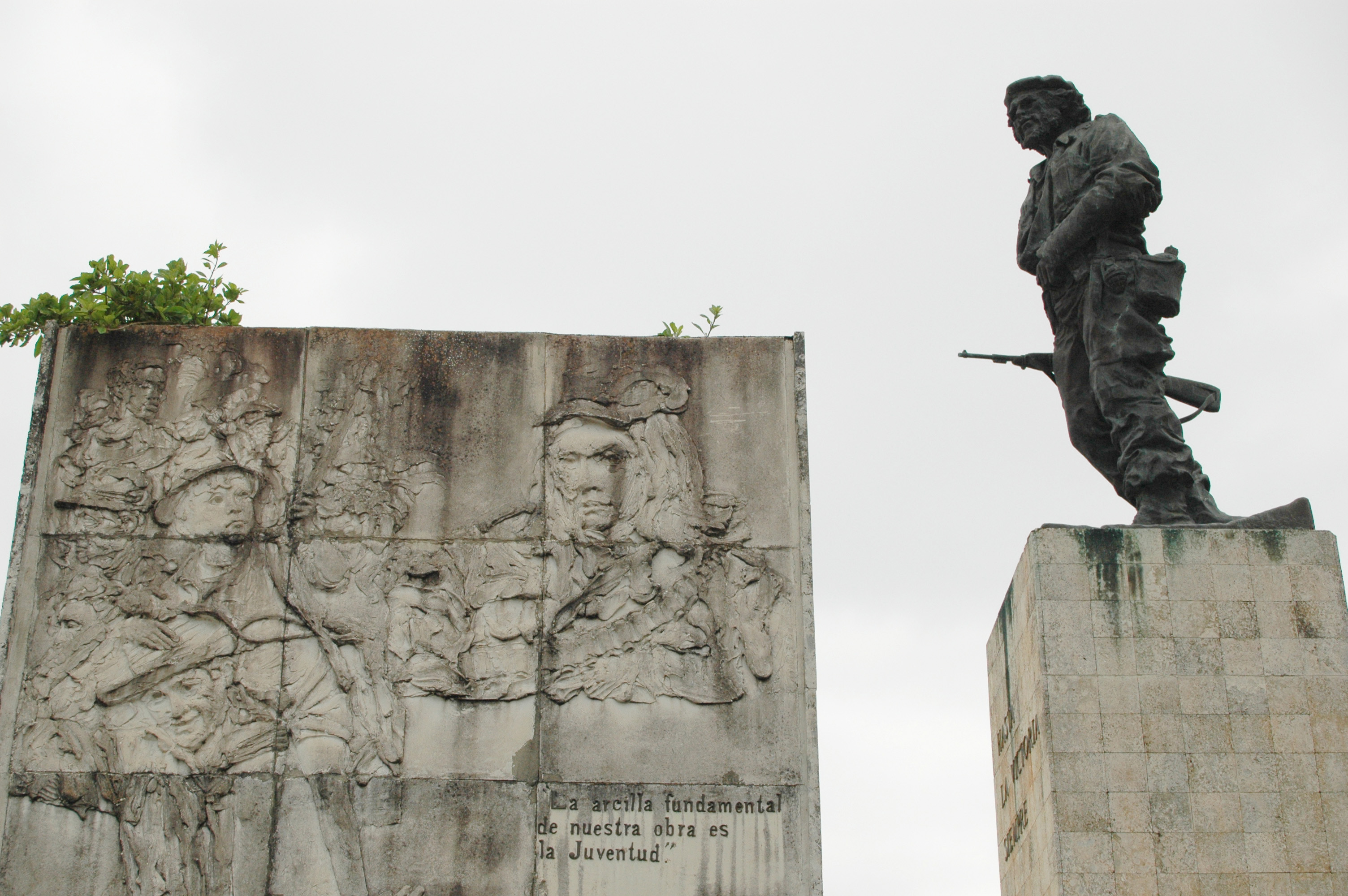
Большая стела сбоку
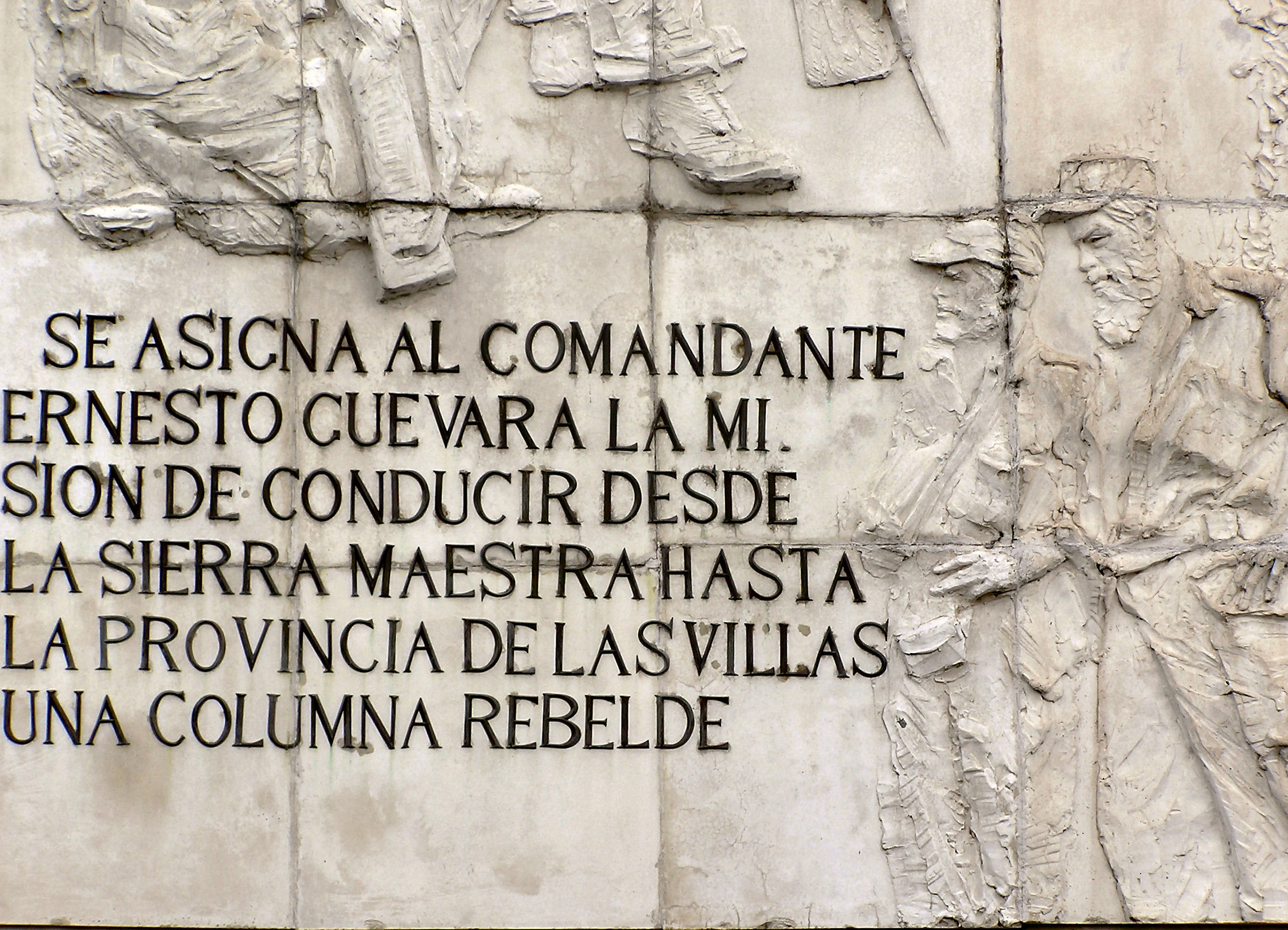
Надпись на фасаде большой стелы
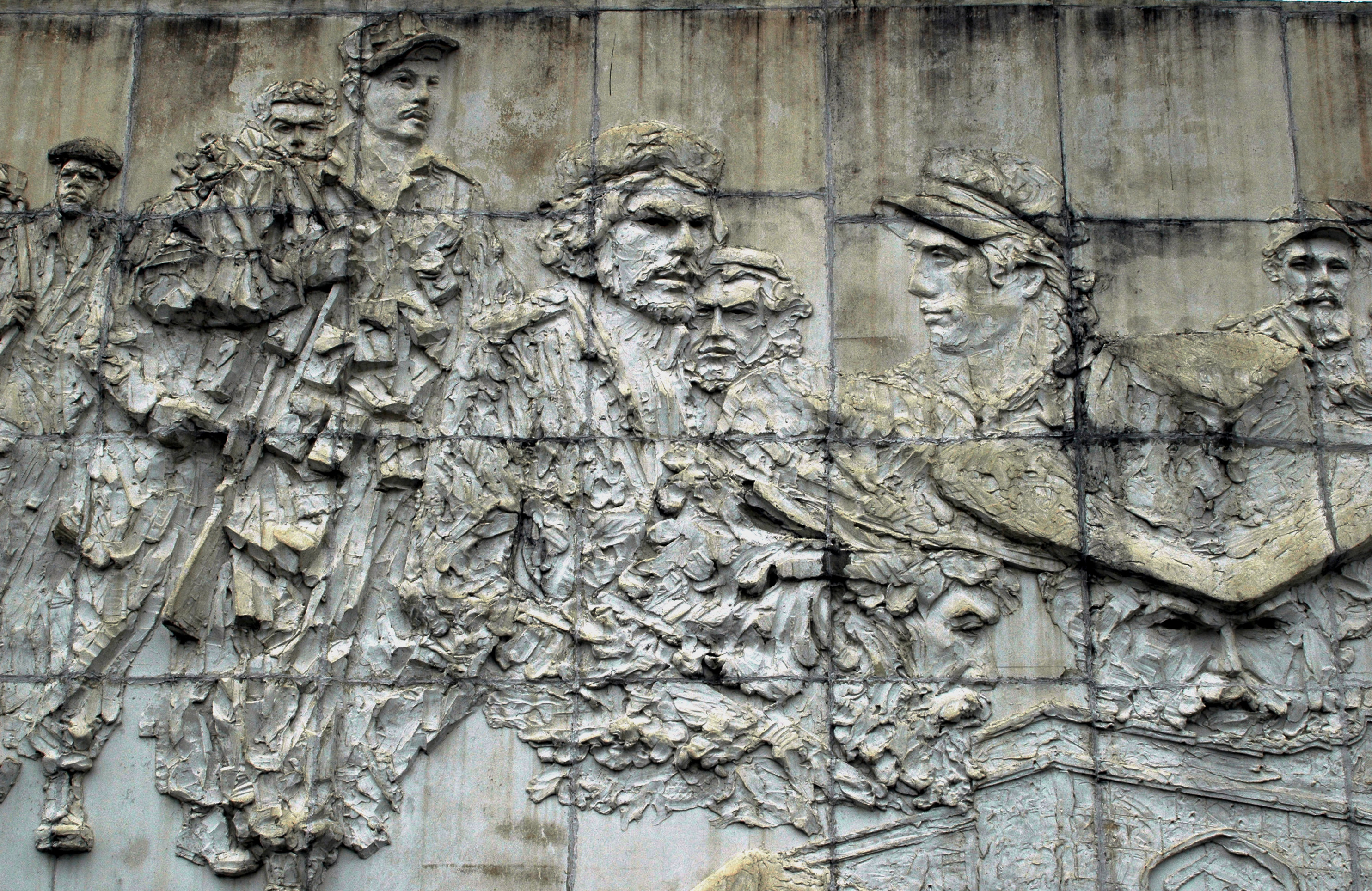
Фрагменты
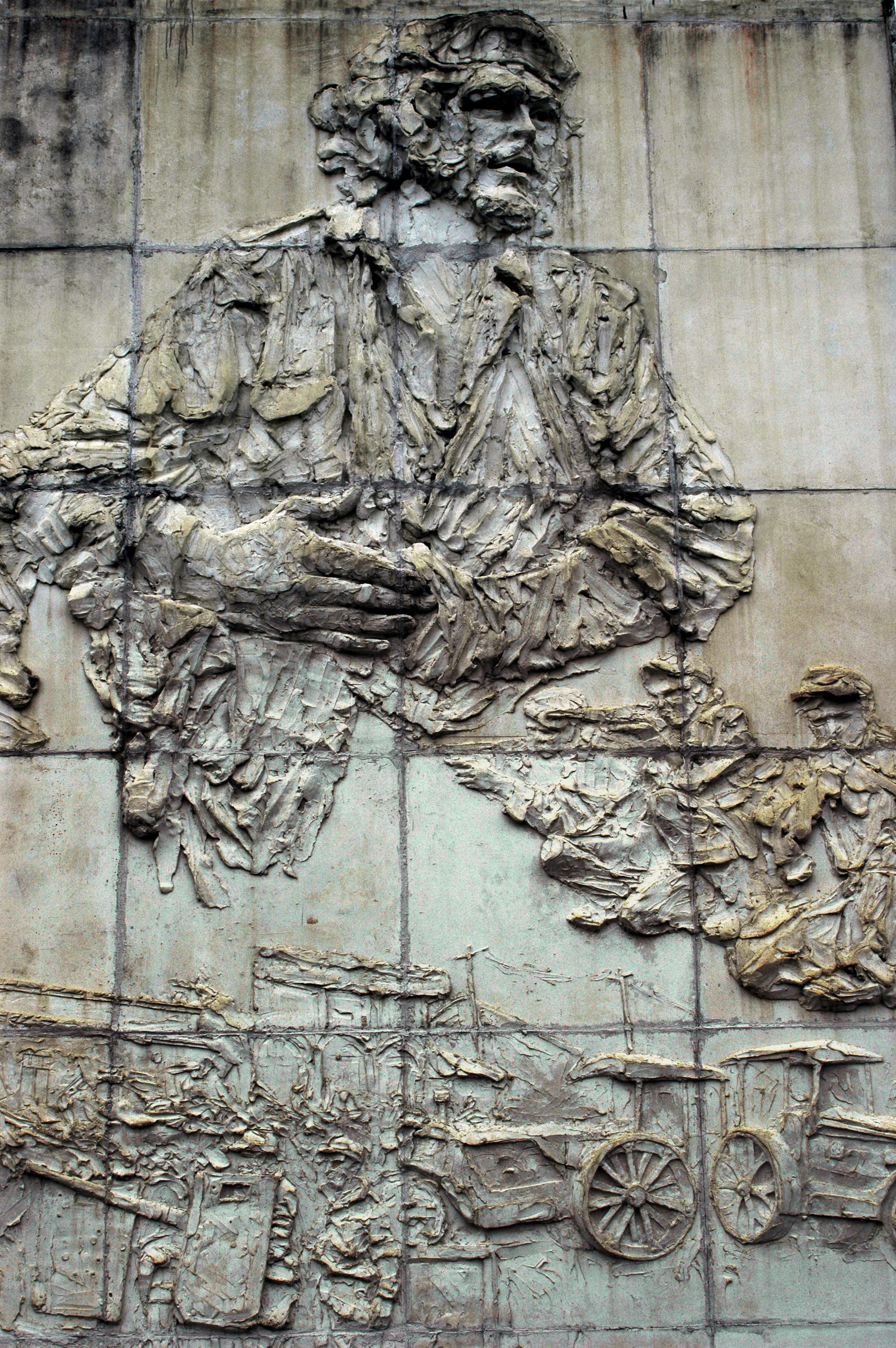
оформления фасада

Комплекс представляет собой большую площадь, на которой находится стела с памятником Че Геваре, под ним мавзолей и музей, напротив памятника расположены большие щиты с цитатами Фиделя Кастро и девизом Че: «Всегда до победы!».

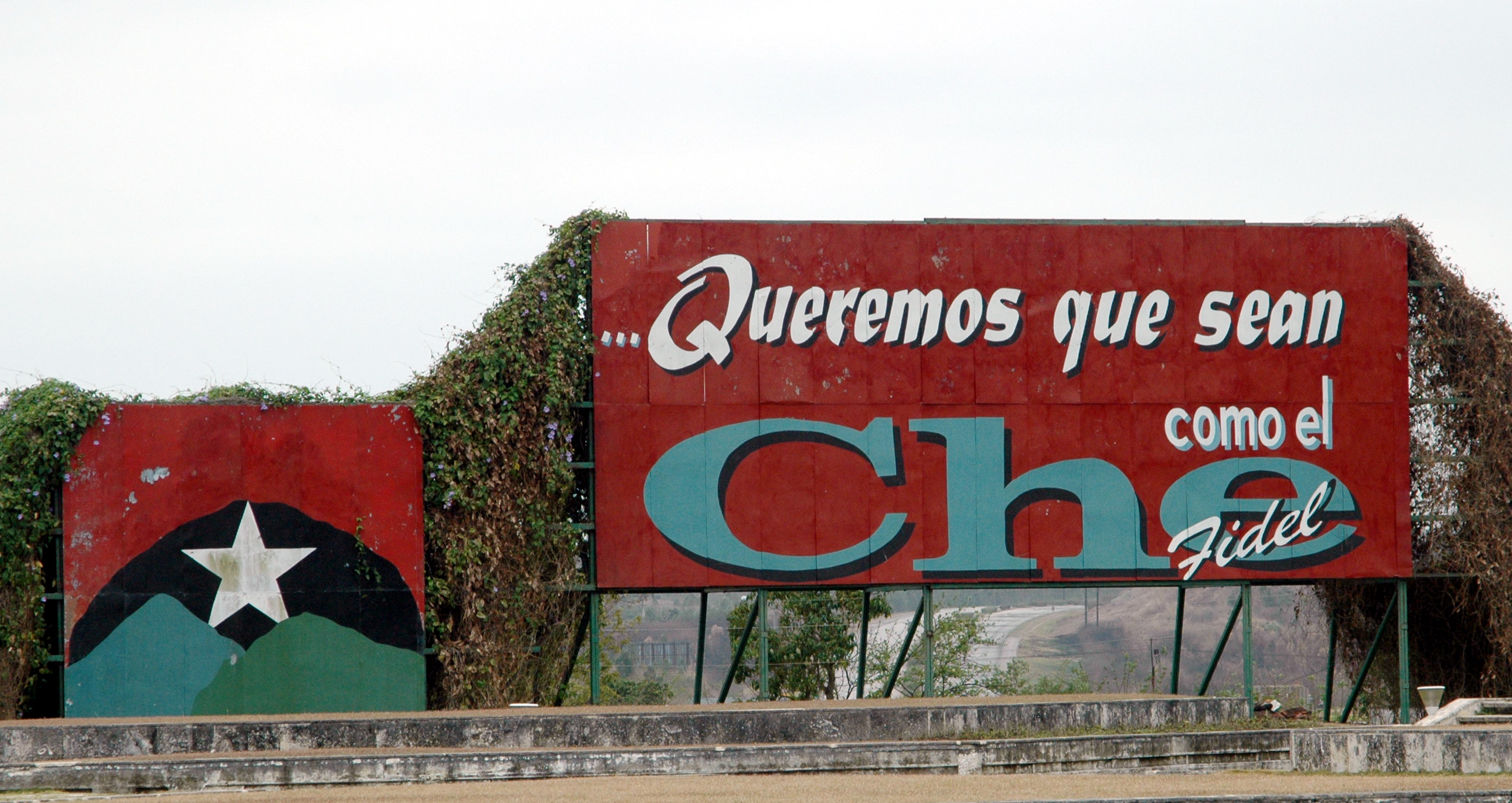
Левый щит
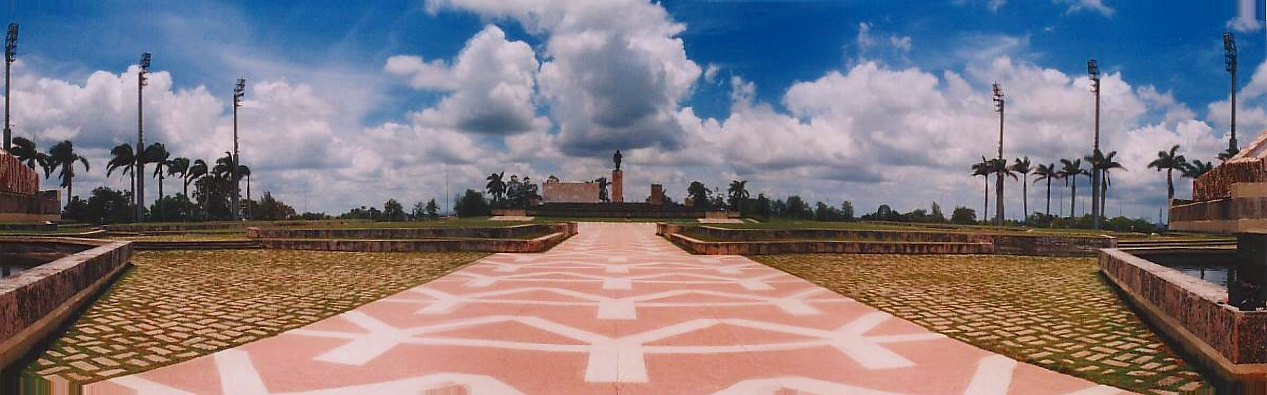
Панорама от щитов
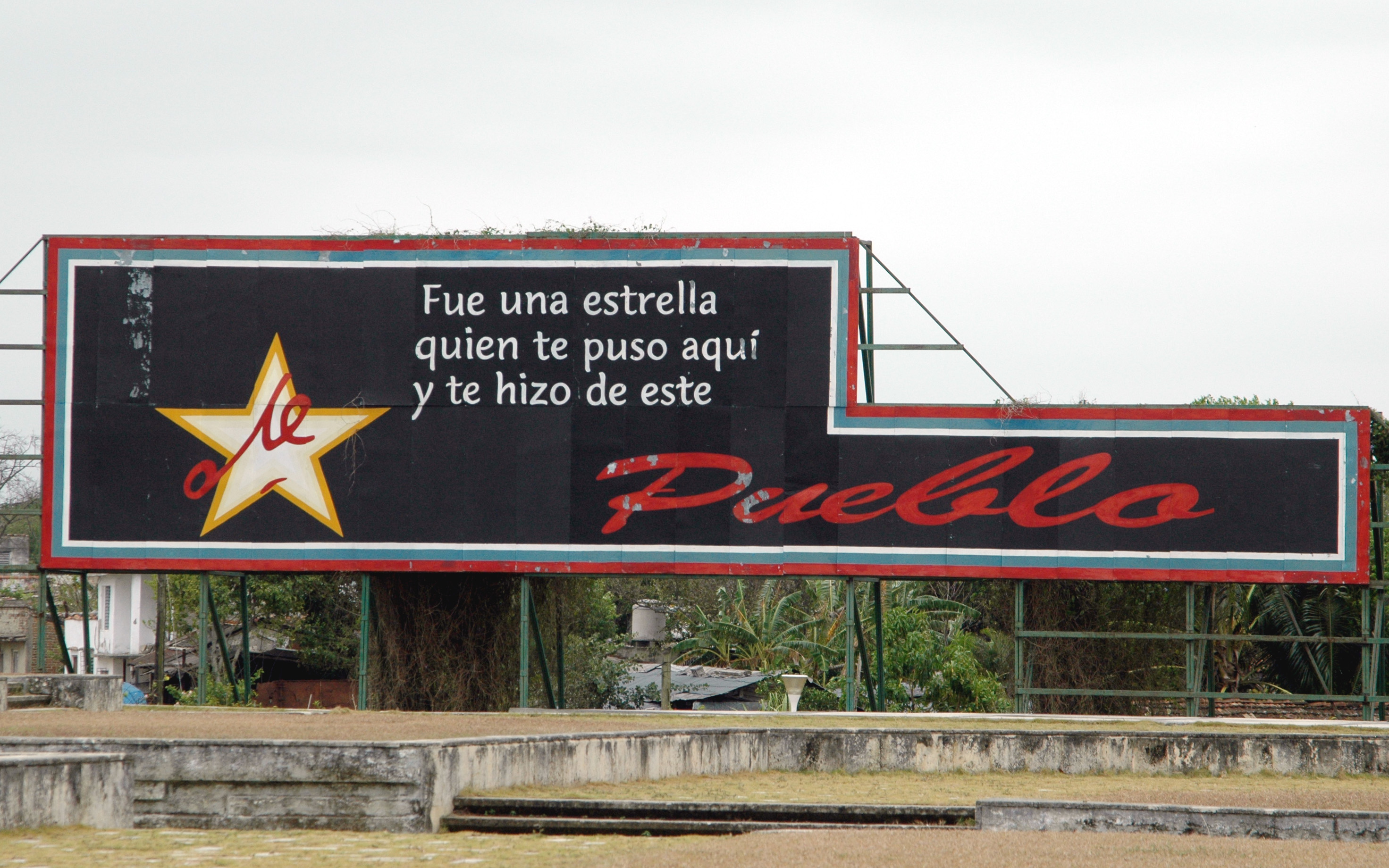
Правый щит

Музей представляет собой огромное собрание фотографий и исторических документов того времени, личные вещи знаменитого революционера, а также забальзамированные кисти рук Че. Особое место занимает прощальное письмо Эрнесто к Фиделю Кастро.
Рядом находится ещё один скульптурный комплекс — «Атака на бронепоезд», посвящённый эпизоду битвы за Санта-Клару, когда Че Гевара использовал тракторы сельскохозяйственного факультета местного университета, чтобы поднять железнодорожные рельсы. Благодаря этому, бронепоезд, вывозивший войска с холма Капиро, сошёл с рельсов, и находившиеся в нём офицеры запросили перемирия. Обе композиции выполнены известным кубинским художником Хосе Деллара.

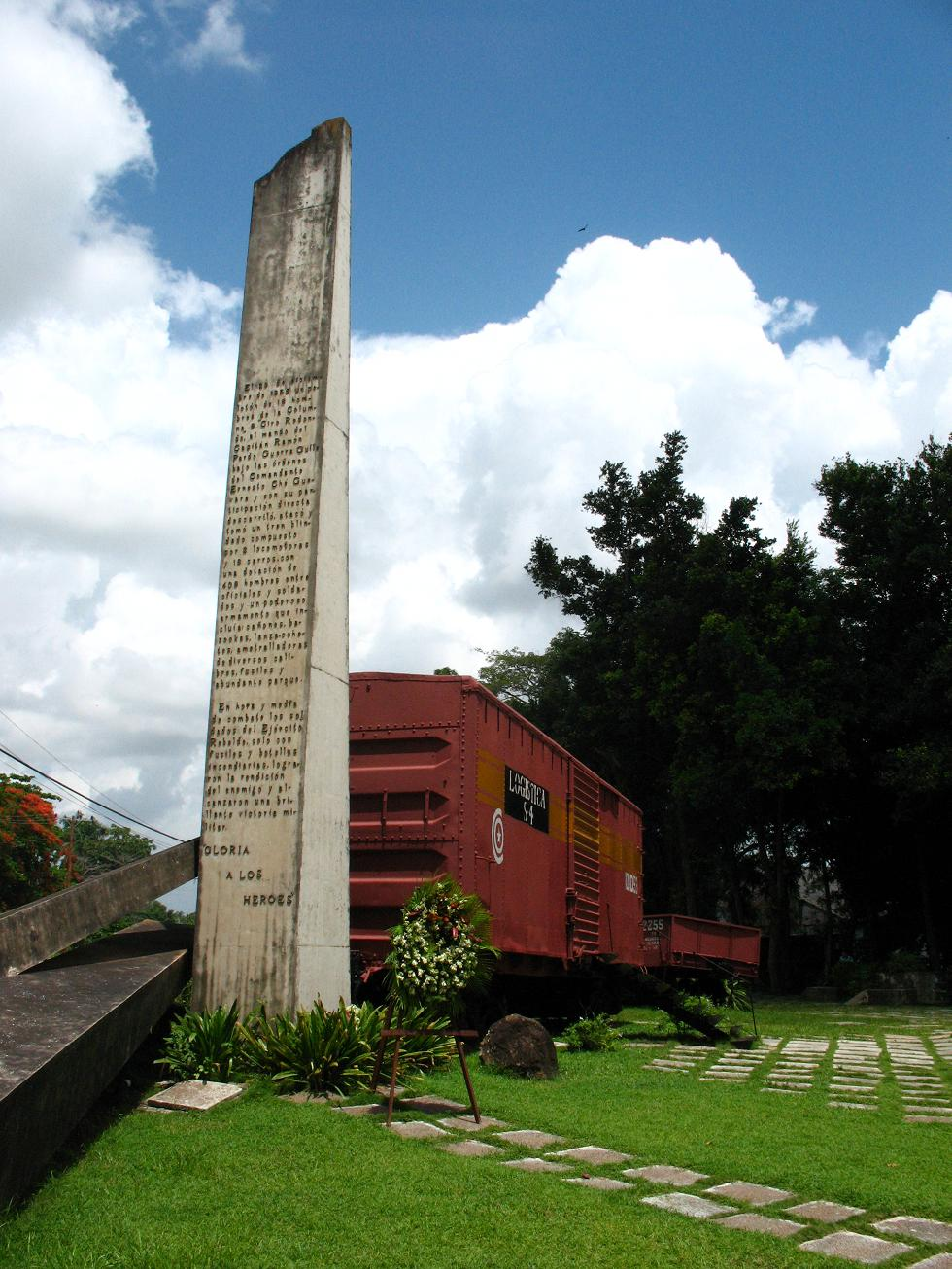
Атака на бронепоезд
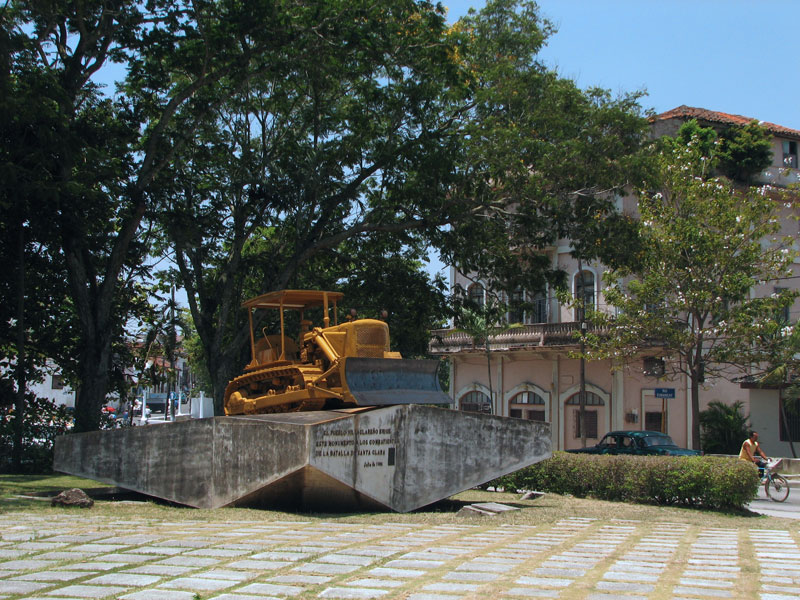
Один из тракторов, использовавшихся Че Геварой
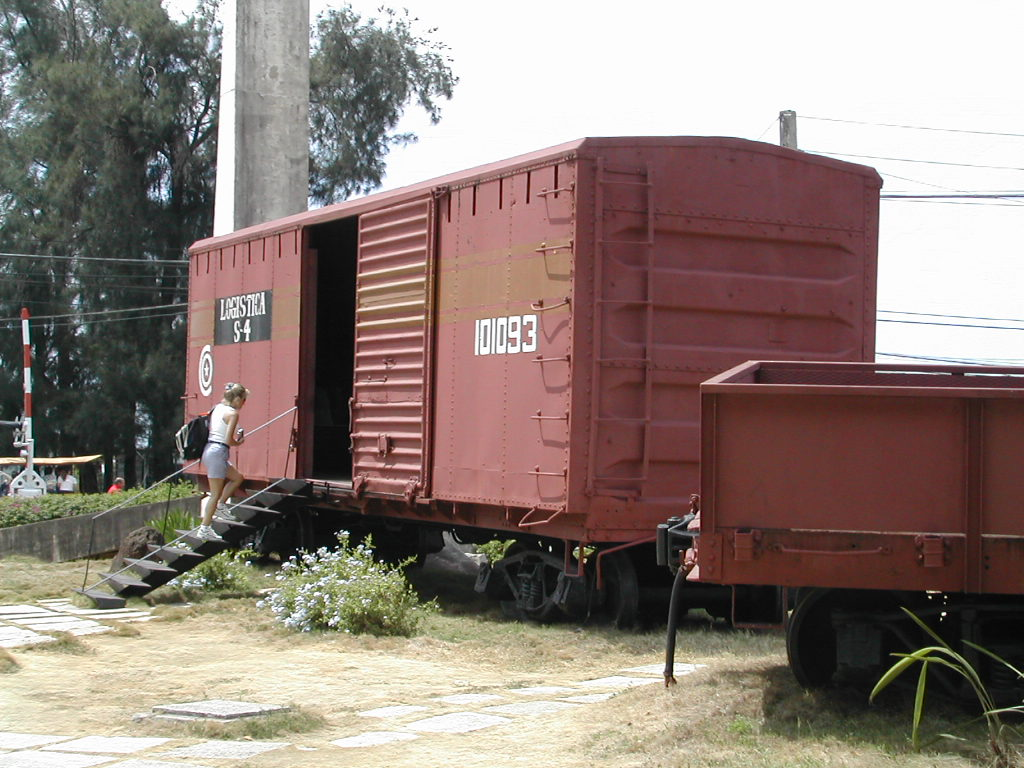
Бронепоезд войск Батисты
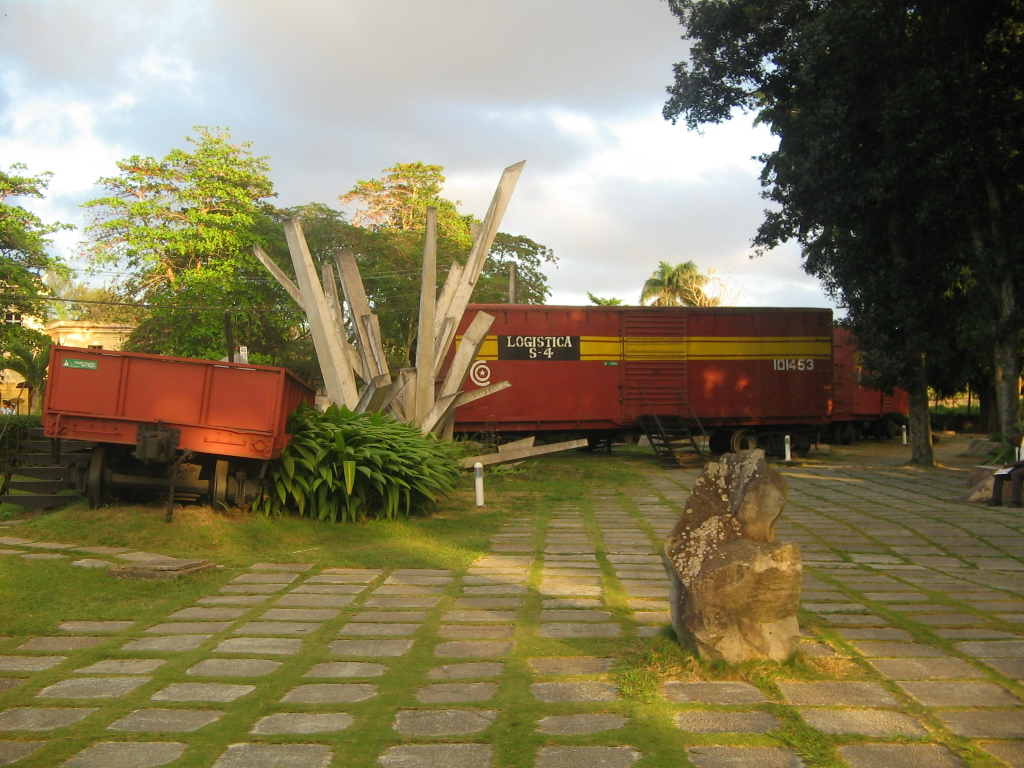
Художественное изображение столкновения бронепоезда

Торжественное открытие комплекса с участием Рауля Кастро состоялось 28 декабря 1988 года.

## Погребение

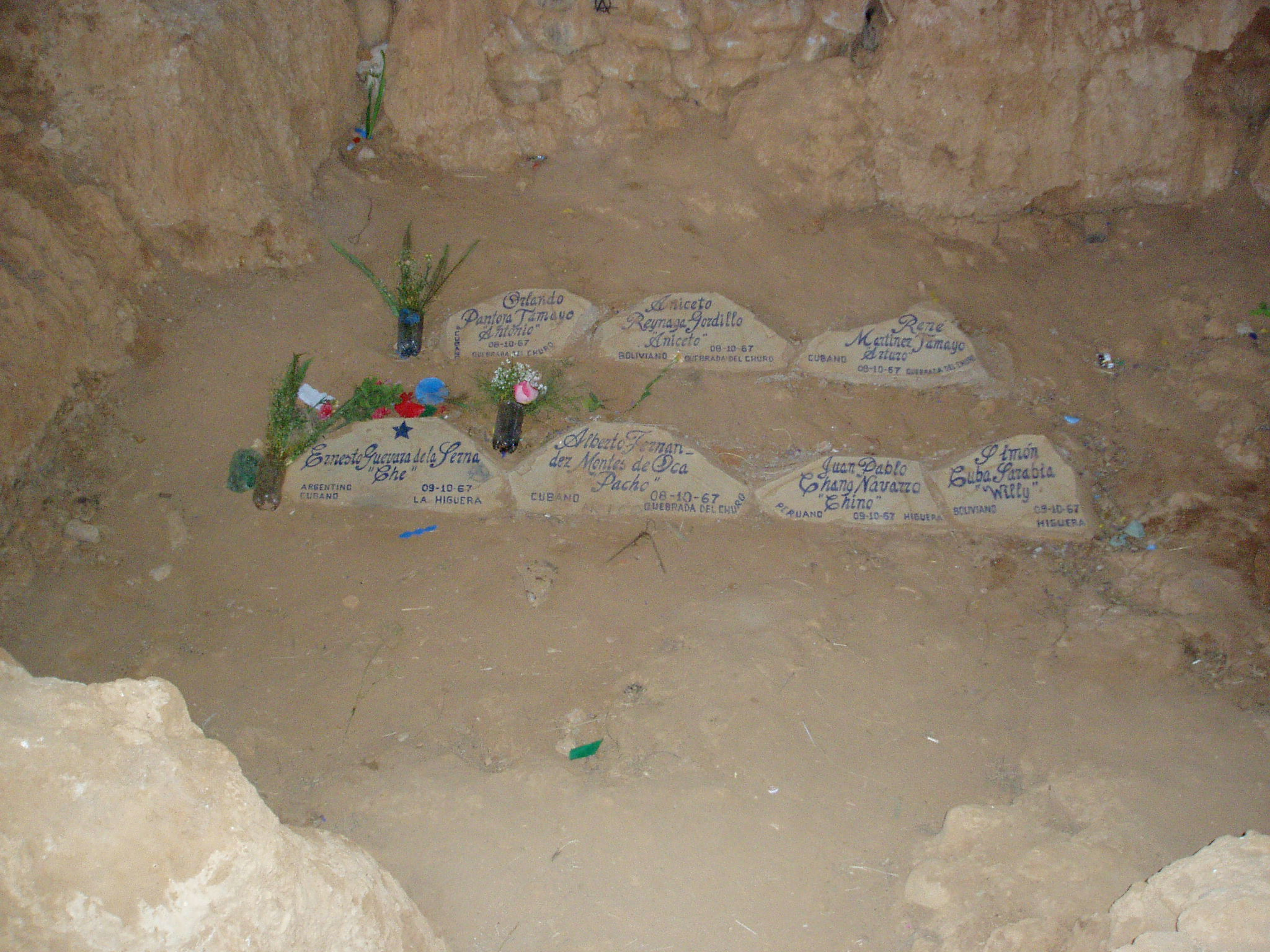
Первоначальное место захоронения Че Гевары и 6 партизан

В ноябре 1995 года отставной боливийский генерал Марио Варгас, некогда участник боев с отрядом Че Гевары, свидетель казни и захоронения, раскрыл место захоронения группы Че, под взлётно-посадочной полосой около Вальегранде в Боливии. Правительство Кубы обратилось к президенту Боливии Гонсало Санчесу де Лосаде с просьбой провести раскопки, и два года с помощью техники, археологов и антропологов разрывали взлетно-посадочные полосы расширившегося за 30 лет аэродрома. Ломали наземные постройки, копали вслепую, но планомерно и методично, и через полтора года нашли несколько трупов, у одного из которых отсутствовали кисти рук. Экспертиза подтвердила, что это останки Че Гевары.
17 октября 1997 года в канун открытия V съезда Коммунистической партии Кубы состоялась церемония погребения тел героев в мавзолее с воинскими почестями. Был объявлен недельный траур. 7 гробов из полированного дерева были погружены на борта лафетов военных джипов. Автоколонна проехала через всю Гавану, с сопровождением нескольких сотен тысяч людей, а затем дошла до Санта-Клары. Когда гробы были выгружены из лафетов, хор школьников исполнил элегию Карлоса Пуэбло «Hasta Siempre». Затем Фидель Кастро произнёс речь:
Почему они думают, что, убив его, он перестанет существовать, как боец? Сегодня он находится в каждом месте, где только есть причина для защиты. Его нельзя стереть из истории, он стал символом для всех бедных мира сего.
После речи Кастро последовал залп из двадцати одного пушечного выстрела в Санта-Кларе и Гаване, салют и сирены воздушной тревоги по всей Кубе. Вечный огонь у монумента зажег лично Фидель Кастро. Среди многочисленных участников траурной церемонии были Даниэль Миттеран, вдова президента Франции Франсуа Миттерана и Диего Марадона, аргентинский футболист и соотечественник Че.
С октября 1997 года по октябрь 2009 года более 3 миллионов человек из более 100 стран посетили этот мемориальный комплекс. С 2009 года комплекс посетили более 300 тыс. кубинцев и иностранцев.

## Список похороненных
Погребение из 7 тел состоялось 17 октября 1997 года:
|   | Имя                                     | Прозвище            | Страна  | Причина, место и дата смерти                       |
| - | --------------------------------------- | ------------------- | ------- | -------------------------------------------------- |
| 1 | Эрнесто Рафаэль Гевара Линч де ла Серна | Че, Рамон, Фернандо | Куба    | схвачен и казнён в Ла-Игере 9 октября 1967 года    |
| 2 | Карлос Коэльо                           | Тума                | Куба    | погиб в бою в Рио-Пирае 26 июня 1967 года          |
| 3 | Альберто Фернандес Монтес-де-Ока        | Пачо                | Куба    | погиб в бою в Кебрада-дель-Юро 8 октября 1967 года |
| 4 | Орландо Пантоха Тамайо                  | Оло                 | Куба    | погиб в бою в Кебрада-дель-Юро 8 октября 1967 года |
| 5 | Рене Мартинес Тамайо                    | Артуро              | Куба    | погиб в бою в Кебрада-дель-Юро 8 октября 1967 года |
| 6 | Хуан Пабло Наварро-Левано Чанг          | Эль Чино            | Перу    | схвачен и казнён в Ла-Игере 9 октября 1967 года    |
| 7 | Симеон Куба Санабрия                    | Вилли               | Боливия | схвачен и казнён в Ла-Игере 9 октября 1967 года    |

В период с 1997 по 2000 год, усилиями судебных антропологов, работающих на юго-востоке Боливии, были восстановлены 23 скелета других партизан. Все они были впоследствии переданы на Кубу, где были похоронены в мавзолее. Первое погребение из 10 тел состоялось 29 декабря 1998 года, к 40-летию победы в битве за Санта-Клару:
| 8  | Хайди Тамара Бунке Бидер         | Таня    | Аргентина, ГДР | погибла в бою в Вадо-дель-Есо 31 августа 1967 года                                        |
| 9  | Мануэль Эрнандес Осорио          | Мигель  | Куба           | погиб в бою в Кебрада-де-Батане 26 сентября 1967 года                                     |
| 10 | Марио Гутьеррес Ардайя           | Хулио   | Боливия        | погиб в бою в Кебрада-де-Батане 26 сентября 1967 года                                     |
| 11 | Роберто Передо Лейге             | Коко    | Боливия        | погиб в бою в Кебрада-де-Батане 26 сентября 1967 года                                     |
| 12 | Анисето Рейнага Кордилло         | Анисето | Боливия        | погиб в бою в Кебрада-дель-Юро 8 октября 1967 года                                        |
| 13 | Франциско Хуанца Флорес          | Паблито | Боливия        | погиб в бою в Лос-Каджонесе 12 октября 1967 года                                          |
| 14 | Гарван Эдильверто Лусио Идальго  | Юстас   | Перу           | погиб в бою в Лос-Каджонесе 12 октября 1967 года                                          |
| 15 | Хайме Арана Камперо              | Чапако  | Боливия        | погиб в бою в Лос-Каджонесе 12 октября 1967 года                                          |
| 16 | Октавио де-ла-Консепсьон Педрайя | Моро    | Куба           | погиб в бою в Лос-Каджонесе 12 октября 1967 года                                          |
| 17 | Хулио Луис Мендес Корне          | Нато    | Боливия        | застрелен партизанами из сочувствия после тяжёлого ранения в Матарале 15 ноября 1967 года |

Третье погребение из 7 тел состоялось 8 октября 1999 года:
| 18 | Аполинар Агирре Киспе      | Поло      | Боливия | погиб в бою в Вадо-дель-Есо 31 августа 1967 года      |
| 19 | Фредди Маймура Уртадо      | Эрнесто   | Боливия | схвачен и казнён в Вадо-дель-Есо 31 августа 1967 года |
| 20 | Густаво Мачин Хоэд де Бече | Алехандро | Куба    | погиб в бою в Вадо-дель-Есо 31 августа 1967 года      |
| 21 | Израиль Рейес Сайас        | Браулио   | Куба    | погиб в бою в Вадо-дель-Есо 31 августа 1967 года      |
| 22 | Хуан Виталио Акуна Нуньес  | Хоакин    | Куба    | погиб в бою в Вадо-дель-Есо 31 августа 1967 года      |
| 23 | Мойзес Гевара Родригес     | Моисей    | Боливия | погиб в бою в Вадо-дель-Есо 31 августа 1967 года      |
| 24 | Вальтер Аренцибиа Айяла    | Абель     | Боливия | погиб в бою в Вадо-дель-Есо 31 августа 1967 года      |

Заключительное погребение из 6 тел состоялось 8 октября 2000 года, в результате чего общее число погребённых партизан составило 30 человек:
| 25 | Элизео Рейес Родригес         | Роландо   | Куба    | погиб в бою в Эль-Мезоне 25 апреля 1967 года          |
| 26 | Антонио Санчес Диас           | Маркос    | Куба    | погиб в бою в Пенья-Колораде 2 июня 1967 года         |
| 27 | Серапио Акино Тудела          | Серафин   | Боливия | погиб в бою в Игуире 9 июля 1967 года                 |
| 28 | Кондори Касилдо Варга         | Виктор    | Боливия | погиб в бою в Рио-Росите 30 июля 1967 года            |
| 29 | Хосе Мария Мартинес Тамайо    | Папи      | Куба    | погиб в бою в Рио-Росите 30 июля 1967 года            |
| 30 | Реституто Хосе Кабрера Флорес | Эль Негро | Перу    | схвачен и казнён в Рио-Палмарито 4 сентября 1967 года |

## Вопросы к погребённым останкам

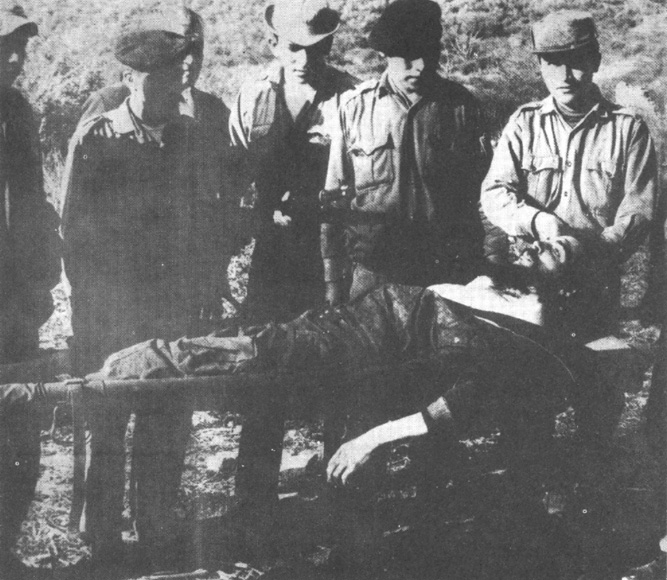
Фотография убитого Че Гевары, сделанная 9 октября 1967 года агентом ЦРУ США Густаво Вильольдо

24 марта 2007 года бывший агент ЦРУ США 71-летний Густаво Вильольдо выступил в газете «Майами Геральд» с утверждением, что прах Че Гевары до сих пор покоится в Боливии, а не в мавзолее. По его словам, в 1967 году он участвовал в совместной операции боливийских спецслужб и ЦРУ по разгрому партизанской группы, которую возглавлял Че после того, как уехал с Кубы «продолжать революцию в Латинской Америке». Вильольдо говорит, «что не присутствовал при его смерти», однако он был одним из пяти сотрудников ЦРУ, кому было поручено тайно захоронить тела Че Гевары и ещё двух партизан его группы в окрестностях боливийского города Вальегранде: 
Именно мне выпало забрать тело Че из госпитального морга и доставить его к месту захоронения. Все происходило ночью. Мы быстро выкопали яму и сложили в неё погибших партизан. Но прежде чем опустить в неё Че, я отрезал у него прядь волос. Потом тщательно сориентировался по карте и пометил на ней могилу. Так вот, когда спустя 30 лет после этих событий, в 1997 году, я прочел, что представители кубинского правительства перевезли останки Че в специально возведенный мавзолей в Санта-Кларе, то понял, что власти Гаваны либо ошиблись, либо сознательно ввели мир в заблуждение.
 В 1997 году тело Че Гевары было идентифицировано среди останков семи человек, а затем был проведён повторный анализ в местном госпитале. Однако, по мнению Вильольдо, «такого не может быть. Мертвым не дано размножаться — в братской могиле, где до сих пор покоится Че, кроме него, должны быть останки только двух человек, но никак не шести. Кроме того, мы похоронили его совсем в другом месте, где ни аэродрома, ни взлетно-посадочной полосы не было и близко. Место захоронения, помеченное на моей карте, абсолютно не совпадает с координатами современного аэропорта Вальегранде. В любом случае, прядь волос Че до сих пор находится у меня и я настаиваю на проведении экспертизы ДНК и сравнении результатов с анализами того, кто сейчас покоится в мавзолее Санта-Клары». И как подчеркнул бывший агент ЦРУ, он выступил со своим разоблачением «не ради денег, а во имя истины». Этому противоречат свидетельства кубинских учёных, которые во время опознания останков Гевары проводили ДНК-тест.

### Видео
- Ernesto Che Guevara Mausoleum in Santa Clara Cuba
- Η σορός του Τσε στην Κούβα (Οκτώβρης 1997) / Los restos del Che en Cuba
- Че Гевара — тело и легенда
- Последние дни знаменитостей. Че Гевара (часть 4)